# Alcis euphiloides
Alcis euphiloides är en fjärilsart som beskrevs av Eugen Wehrli 1943. Alcis euphiloides ingår i släktet Alcis och familjen mätare. Inga underarter finns listade i Catalogue of Life.